# Diputació Provincial d'Ourense
La Diputació Provincial d'Ourense és una institució pública que presta serveis directes als ciutadans i dona suport tècnic, econòmic i tecnològic als ajuntaments dels 92 municipis de la província d'Ourense, en la comunitat autònoma de Galícia. A més, coordina alguns serveis municipals i organitza serveis de caràcter supramunicipal. Té la seu central a la ciutat d'Ourense.

## Història
La Diputació d'Ourense va ser creada l'any 1836, a conseqüència de l'organització d'Espanya en províncies. En aquella època va exercir competències en matèria d'obres públiques, educació, beneficència, així com funcions intermèdies entre els municipis i l'administració de l'estat.
L'any 1979 es va constituir com a organisme democràtic a l'una del procés de transició que es desenvolupava a Espanya.
La seva actual seu està en el 'Pazo Provincial', en la Rúa Progrés (una de les principals artèries de la capital orensana). És un edifici molt gran, de planta rectangular i tres altures. La façana està revestida de calç, combinant-se en les seves múltiples finestres els recercados de pedra granítica. El més destacable és el cos de la portada que sobresurt de la línia general de l'edifici, estant emmarcada per columnes estriades, sobre la qual hi ha dues plantes de balconades de pedra i a dalt del tot està rematada en un frontó amb l'escut d'armes de la ciutat.
Just al costat d'aquest palau es troba l'Edifici Simeón, que és un centre cultural i museu del tren, la gestió del qual està a càrrec de la Diputació.

## Composició
Integren la Diputació Provincial, com a òrgans de govern d'aquesta, el President, els Vicepresidents, la Corporació, el Ple i les Comissions informatives. El Ple està format per 25 diputats amb la representació segons els partits sorgida de les eleccions municipals espanyoles.

## Darrers presidents
- 1944-1955: Arturo Pérez Serantes
- 1955-1959: José Rodriguez de Dios
- 1959-1970: Antonio Alés Reinlein
- 1970-1973: David Ferrer
- 1973-1974: Eduardo Olano Gurriarán
- 1974-1976: Luis Álvarez Rodríguez
- 1976-1978: David Ferrer
- 1978-1990: Vitorino Núñez
- 1990-2012: Xosé Luís Baltar
- 2012-actual: José Manuel Baltar Blanco